# دانيال مطر
دانيال مطر في دور عبد الله. أول وآخر مرة صور فيها. حاليا يعمل كممثل في المسرح في أوروبا. من جملة المخرجين المسريين الذين تعامل معهم، المخرج العالمي بيتر بروك سنة 2021.
عمل لمدة خمس سنوات في "مركز عمل يرزي غروتوفسكي وطوماس ريتشاردس[1]" (٢٠١٥ -٢٠٢٠)، حيث أصبح عضوًا رئيسيًّا في المركز، مطوّرًا ثلاثة أعمال إبداعيّة منها "قصة الغربة الغربيّة" الّذي يمزج فيه نصّ السّوهرافاردي والأغاني الصوفيّة، والّذي قدّمه للمرة الأولى في محلّ للسجّاد العجميّ في نيويورك سنة ٢٠١٩، والذي سيعرف قريبًا
جولةً في عدّة مسارح.
في سنة ٢٠٢٠، تعاون في باريس مع المخرج العالمي بيتر بروك[2]، حيث أدّى شخصيّة ترينكولو[3] في مسرحية "العاصفة[4]" لشكسبير، بالإضافة الى الأجزاء الغنائيّة. إستمرّ دانيال بالتعاون مع بروك بشكل مقرّب حول نصوصٍ وأغانٍ خلال ستّة أشهر كاملة، سنة ٢٠٢١.
يشارك حاليًًّا الممثلة الفرنسيّة فاليري دريفيل[5] في التدريس في "المعهد الوطني العالي للفنون المسرحيّة[6]" في باريس، ويحضّر لجولة ولعرض مسرحيّ جديد من إخراج الأميركيّ دانيال كرايمر[7].
[1] The Workcenter of Jerzy Grotowski and Thomas Richards.
[2] Peter Brook.
[3] Trinculo.
[4] The Tempest.
[5] Valérie Dréville.
[6] Conservatoire National Supérieur d’Art dramatique (CNSAD).
[7] Daniel Kramer.